# 不足角
- 角不足
- 角欠損

不足角（ふそくかく、英: angular defect）とは、ユークリッド幾何学においては、多面体の頂点において、その周りの角度の360°に対する不足分を言う。あるいはより一般に多胞体について、胞のピークの二面角が真円に足りないものを言う。
また、それとは少し異なる用法として、非ユークリッド平面上の多角形に対して定義されるものがある。

## 例
全ての面が正五角形からなる正十二面体を考える。各頂点においては、正五角形の内角が3つ集まっており、正五角形の内角は108°だから、不足角は 360° − (108° + 108° + 108°) = 36° である。また頂点は全部で20個あるから、不足角の総和は 36° × 20 = 720° である。
他の正多面体についても同様の手順で計算すれば、以下の表を得る。
| 正多面体   | 頂点数 | 1つの頂点に集まる図形 | 不足角                                         | 不足角の総和            |
| ---------- | ------ | --------------------- | ---------------------------------------------- | ----------------------- |
| 正四面体   | 4      | 3つの正三角形         | {\displaystyle \pi \ (180^{\circ })}           | {\displaystyle 4\pi \,} |
| 正八面体   | 6      | 4つの正三角形         | {\displaystyle {2\pi \over 3}\ (120^{\circ })} | {\displaystyle 4\pi }   |
| 立方体     | 8      | 3つの正方形           | {\displaystyle {\pi \over 2}\ (90^{\circ })}   | {\displaystyle 4\pi \,} |
| 正二十面体 | 12     | 5つの正三角形         | {\displaystyle {\pi \over 3}\ (60^{\circ })}   | {\displaystyle 4\pi \,} |
| 正十二面体 | 20     | 3つの正五角形         | {\displaystyle {\pi \over 5}\ (36^{\circ })}   | {\displaystyle 4\pi \,} |

## デカルトの定理
不足角におけるデカルトの定理（英: Descartes' theorem on total angular defect）とは、球と位相同型な、つまり穴のない多面体において、不足角の総和は常に 720°（{\displaystyle 4\pi }）に等しいという定理である（上表も参照）。
より一般には、多面体のオイラー標数 {\displaystyle \chi =2-2g}（ここで g は「穴の数」を表す）を用いて、不足角の総和は {\displaystyle 2\pi \chi } で表される。
これはガウス・ボネの定理においてリーマン多様体が多面体であるときの特殊なケースであり、不足角はその頂点におけるガウス曲率に一致する。このとき多面体中のガウス曲率は頂点に集中しており、辺や面におけるガウス曲率は 0 となっている。

## 非ユークリッド幾何学における不足角
双曲三角形において、その内角の総和を A とすれば、不足角は {\displaystyle \pi -A} で表される。
また球面三角形において、その内角の総和を A とすれば、不足角は {\displaystyle A-\pi } で表される。
特筆すべきこととして、これらの三角形の面積はその全不足角に比例することが示される。

### 関連文献
- Richeson, D.; Euler's Gem: The Polyhedron Formula and the Birth of Topology, Princeton (2008), Pages 220–225.
  - デビッド・S.リッチェソン『世界で二番目に美しい数式（上）』『同（下）』根上生也訳、岩波書店、2014年、頁未確認。